# Dugard (Micoud)
Dugard es una localidad de Santa Lucía que forma parte del distrito de Micoud.